# Jerzy Pilch
Jerzy Pilch [ježy pilch] (* 10. srpna 1952 Visla – 29. květen 2020 Kielce) byl polský spisovatel, publicista a scenárista.

## Biografie
Poslechnout si článek · info
Absolvoval polskou filologii na Jagellonské univerzitě v Krakově. Do roku 1999 byl členem redakčního týmu týdeníku Tygodnik Powszechny. Poté byl stálým fejetonistou polského časopisu Polityka, od roku 2006 působí ve stejné úloze v novinách Dziennik.
V roce 1989 obdržel cenu Kościelských za svazek Wyznania twórcy pokątnej literatury erotycznej (Vyznání autora pokoutní erotické literatury) a v roce 2001 polskou literární cenu Nike za román Pod Mocnym Aniołem (doslovně „U silného anděla“, což je název hospody, kde je hrdina štamgastem).
V roce 2012 oznámil, že trpí Parkinsonovou nemocí. Roku 2019 se přestěhoval z Varšavy do Kielců, kde následujícího roku zemřel.

## Literární dílo
- Wyznania twórcy pokątnej literatury erotycznej (1988) – Vyznání autora pokoutní erotické literatury
- Spis cudzołożnic. Proza podróżna (1993; 2002, Kraków ISBN 83-08-03193-5) – Soupis cizoložnic. Cestovní próza
- Rozpacz z powodu utraty furmanki (1994) – Zoufalství z důvodu ztráty povozu
- Monolog z lisiej jamy, (1996, Kraków) – Monolog z liščí nory
- Tezy o głupocie, piciu i umieraniu (1997) – Teze o hlouposti, pití a umírání
- Tysiąc spokojnych miast, (1997; 2002, Kraków: Wydawnictwo Literackie ISBN 83-08-03243-5) – Tisíc klidných měst
- Bezpowrotnie utracona leworęczność, (1998, Kraków: Wydawnictwo Literackie ISBN 83-08-02909-4) – Nenávratně ztracené leváctví
- Opowieści wigilijne, (2000, Wałbrzych) – Vánoční příběhy (povídky, spolu s Olgou Tokarczuk a Andrzejem Stasiukem)
- Pod Mocnym Aniołem, (2000, Kraków: Wydawnictwo Literackie ISBN 83-08-03072-6) - U strážnýho anděla, 2007
- Inne rozkosze, (2000, Kraków: Wydawnictwo „a5“ ISBN 83-85568-44-1) – Další rozkoše
- Upadek człowieka pod Dworcem Centralnym (2002) – Pád člověka u Centrálního nádraží
- Miasto utrapienia – (2004, Warszawa: Wydawnictwo Świat Książki ISBN 83-7391-370-X) – Město trápení
- Moje pierwsze samobójstwo – (2006, Warszawa: Wydawnictwo Świat Książki) – Moje první sebevražda, 2009
- Drugi dziennik – (2013, Kraków: Wydawnictwo Literackie) – vrací se zejména k dětství ve Visle

## Fotogalerie

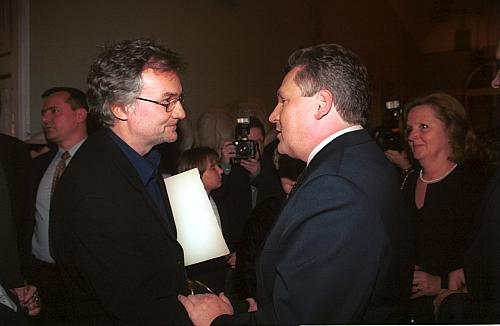
Vlevo: Jerzy Pilch (2001)
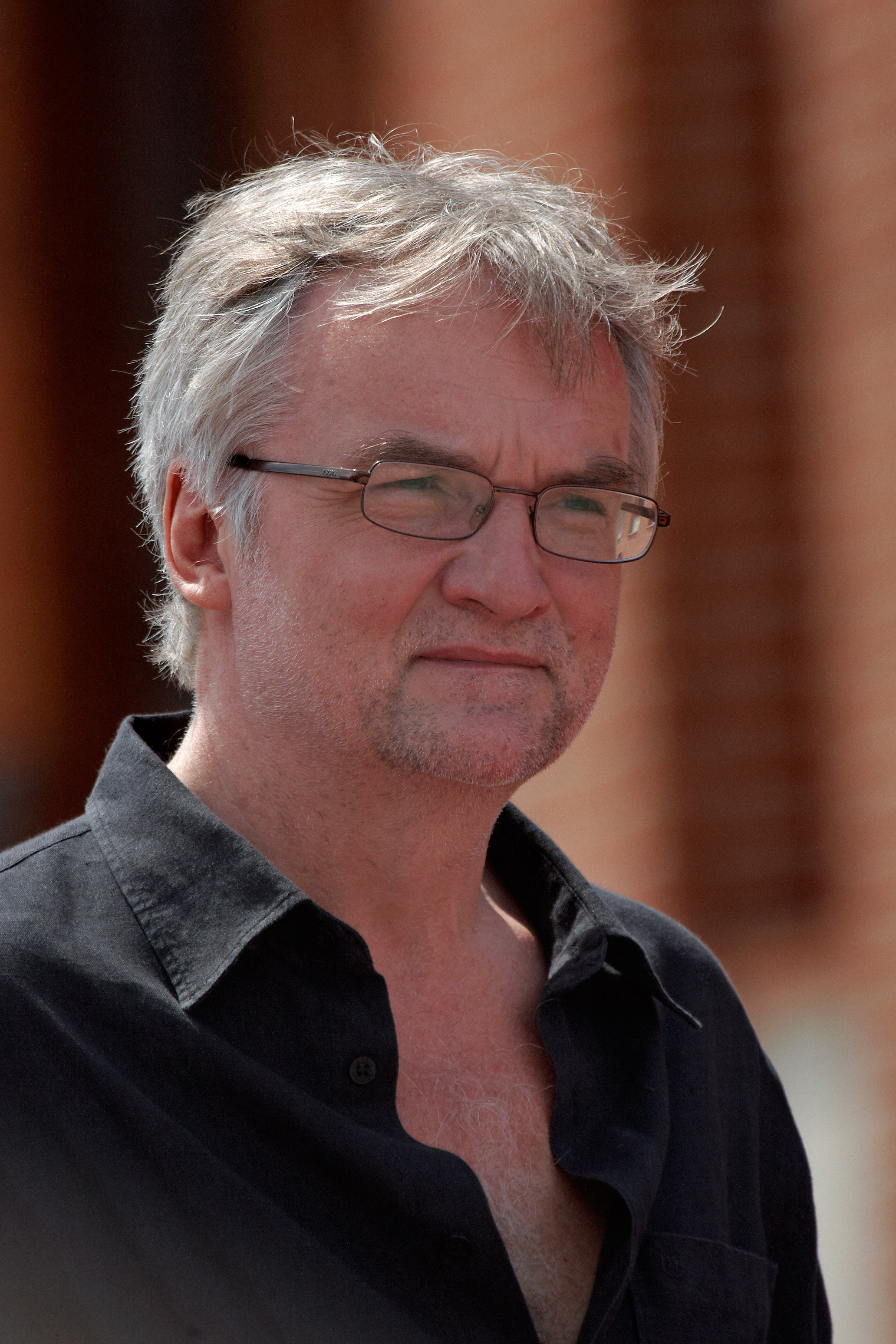
Jerzy Pilch (2008)
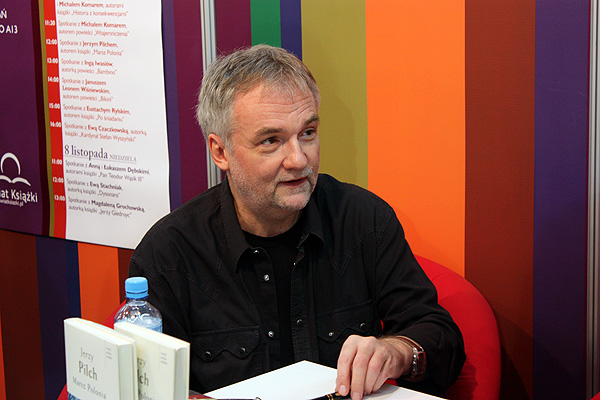
Jerzy Pilch (2009)